# Лебедев, Александр Николаевич (генерал)
Алекса́ндр Никола́евич Ле́бедев  (2 октября 1853 — после 1917) — российский военный деятель, генерал от инфантерии РИА (1910).

## Хронологический послужной список
- 02.10.1853 — родился. Православный.
- 1870 — окончил 2-ю Московскую военную гимназию (кадетский корпус).
- 07.08.1870 — вступил в службу. Поступил в Первое Павловское военное училище. Юнкер.
- ст. 17.07.1872 — окончил Первое Павловское военное училище, выпущен по 1-му разряду подпоручиком в 89-й Беломорский пехотный полк.[1]
- ст. 25.11.1874 — прапорщик артиллерии.
- ст. 26.11.1874 — подпоручик.
- ст. 09.12.1876 — поручик.
- ст. 26.12.1877 — штабс-капитан.
- 1881 — окончил Николаевскую академию Генерального штаба (по 2-му разряду).
- Командовал батальоном — 1 год.
- 21.11.1881—30.11.1882 — ст. адъютант штаба 3-й Кавказской кавалерийской дивизии.
- ст. 28.03.1882 — капитан.
- 30.11.1882—11.11.1884 — ст. адъютант штаба Кавказской гренадерской дивизии.
- 1883 — награждён орденом Святого Станислава 3 ст.
- 11.11.1884—12.07.1885 — обер-офицер для поручений штаба Кавказского военного округа.
- 12.07.1885—17.03.1890 — штаб-офицер для поручений при командующем войсками Кавказского военного округа.
- ст. 30.08.1885 — подполковник.
- 1888 — награждён орденом Святой Анны 3 ст.
- ст. 30.08.1889 — полковник (за отличие).
- 17.03.1890—21.01.1895 — начальник штаба 16-й пехотной дивизии.
- 1893 — награждён орденом Святого Станислава 2 ст.
- 21.01.1895—06.02.1897 — начальник штаба Либавской крепости.
- 1896 — награждён орденом Святой Анны 2 ст.
- 06.02.1897—07.04.1898 — Начальник Виленского пехотного юнкерского училища.
- 07.04.1898—27.11.1899 — командир 103-го пехотного Петрозаводского полка.
- 27.11.1899—12.07.1902 — начальник штаба Брест-Литовской крепости.
- ст. 06.12.1899 — генерал-майор (за отличие).
- 12.07.1902—28.12.1904 — комендант Зегржской крепости.
- 1903 — награждён орденом Святого Владимира 3 ст.
- 28.12.1904—04.07.1906 — командующий 77-й пехотной дивизией, развернутой в ходе русско-японской войны 1904—1905 годов на базе кадров уже имевшейся резервной бригады для замены действующих войск, отправленных на театр военных действий. После войны 77-я дивизия расформирована).
- 1905 — награждён орденом Святого Станислава 1 ст. (1905 г.).
- 22.04.1906 — назначен командующим 9-й Восточно-сибирской стрелковой дивизией.
- ст. 22.04.1907 — генерал-лейтенант (за отличие).
- 03.05.1910 — с поста начальника 9-й Сибирской стрелковой дивизии уволен от службы с производством в генералы от инфантерии.
- на 1917 год проживал в Москве (1-й Зачатиевский, 10).

Был женат и имел 5 детей.

## Примечание и источники
1. ↑  Выпуск 1-го Павловского училища 1972 года. Дата обращения: 28 апреля 2010. Архивировано 13 сентября 2017 года.

- Список генералам по старшинству. Составлен по 01.05.1901 года. СПб. 1901. стр. 953.
- Список генералам по старшинству. Составлен по 01.05.1903 года. СПб. 1903.
- Список генералов по старшинству. Составлен по 01.07.1906 года. СПб. 1906.
- Список генералам по старшинству. Сост. на 1.07.1908 г.
- Справочник «Вся Москва на 1917 год». 3-й отдел. Москва. 1917. стр. 287.
- Начальники ВВУ(ВПЮУ)